# São João do Caiuá
São João do Caiuá is een gemeente in de Braziliaanse deelstaat Paraná. De gemeente telt 6.152 inwoners (schatting 2009).